# Vladimir Juravle
Vladimir Juravle (născut ca Vladimir Gheorghiu, n. 12 februarie 1941, Straja, Rădăuți, România – d. 26 octombrie 1996, Craiova, România) a fost un actor român de teatru și de film. A jucat 99 de roluri de teatru.

## Biografie
Juravle a absolvit Universitatea Națională de Artă Teatrală și Cinematografică „Ion Luca Caragiale” din București la clasa profesorului Radu Beligan. A jucat teatru la Teatrul de Vest din Reșița, la Teatrul de Stat din Bârlad (în perioada 1962-1965) și la Teatrul Național din Craiova din 1965.
A interpretat diferite roluri din piesele lui Caragiale (Trahanache, Jupân Dumitrache, Pampon, Crăcănel, Ipistatul) și
Shakespeare.
Alte roluri în teatru pe care le-a jucat sunt: Kolesin (Căsătoria de Nikolai Gogol), Păcală (Sânziana și Pepelea de Vasile Alecsandri), Rodrigo (Doamna nevăzută de Pedro Calderón de la Barca), Mihail Kogălniceanu (Patetica 77 de Mihnea Gheorghiu), Medvedev (Azilul de noapte de Maxim Gorki), Varlam (Vârstele dragostei de Tudor Mușatescu), Vucea (Nota zero la purtare de Virgil Stoenescu și Octavian Sava), Dl. Cochet (Floarea de cactus de Pierre Barillet și Jean-Pierre Grédy) și multe altele.

## Filmografie
- Concurs (1982)[1][3] - Bărbulescu, șeful
- Secvențe... (1982)[1][3]
- Moromeții (1987)[1]  - fierarul Iocan
- Vulcanul stins (1987)[1]
- Drumeț în calea lupilor (1990)[6] - Topangea[7]
- Timpul liber (1993)
- Profesorul

## Teatru (selecție)
A jucat 99 de roluri de teatru.
- Sfântul Mitică Blajinul[3]
- Femeia îndărătnică[3]
- Opinia publică[3]
- Sânziana și Pepelea[1] [3]
- Baia romană[3]
- Azilul de noapte[1] [3]
- Arta conversației[3]
- Jocul de-a vacanța[3]
- Preșul[3]

spectacole pentru copii
- Floricica purpurie[3]
- Pantofiorul de aur (1965)[3]
- Cine se teme de crocodil[3]
- Soldatul de plumb[3]
- Aventură în codru[3]
- Fata din Dafin[3]
- Unde este Bimbo?[3]

## Legături externe
- Vladimir Juravle la Internet Movie Database